# Chillarón de Cuenca
Chillarón de Cuenca ist ein Ort und eine zentralspanische Gemeinde (municipio) mit 864 Einwohnern (Stand: 2024) im Norden der Provinz Cuenca in der Autonomen Region Kastilien-La Mancha. Neben dem Hauptort Chillarón de Cuenca gehört die Ortschaft Arcos de la Cantera zur Gemeinde. 

## Lage und Klima
Chillarón de Cuenca liegt auf der Westseite des Iberischen Gebirges in einer Höhe von ca. 925 m. Die Provinzhauptstadt Cuenca befindet sich gut sieben Kilometer (Fahrtstrecke) südöstlich. Das Klima im Winter ist gemäßigt, im Sommer dagegen warm bis heiß. Regen (582 mm/Jahr) fällt das ganze Jahr über.

## Bevölkerungsentwicklung
| Jahr      | 1970 | 1981 | 1991 | 2001 | 2011 | 2021 |
| Einwohner | 505  | 316  | 314  | 432  | 606  | 680  |

## Sehenswürdigkeiten

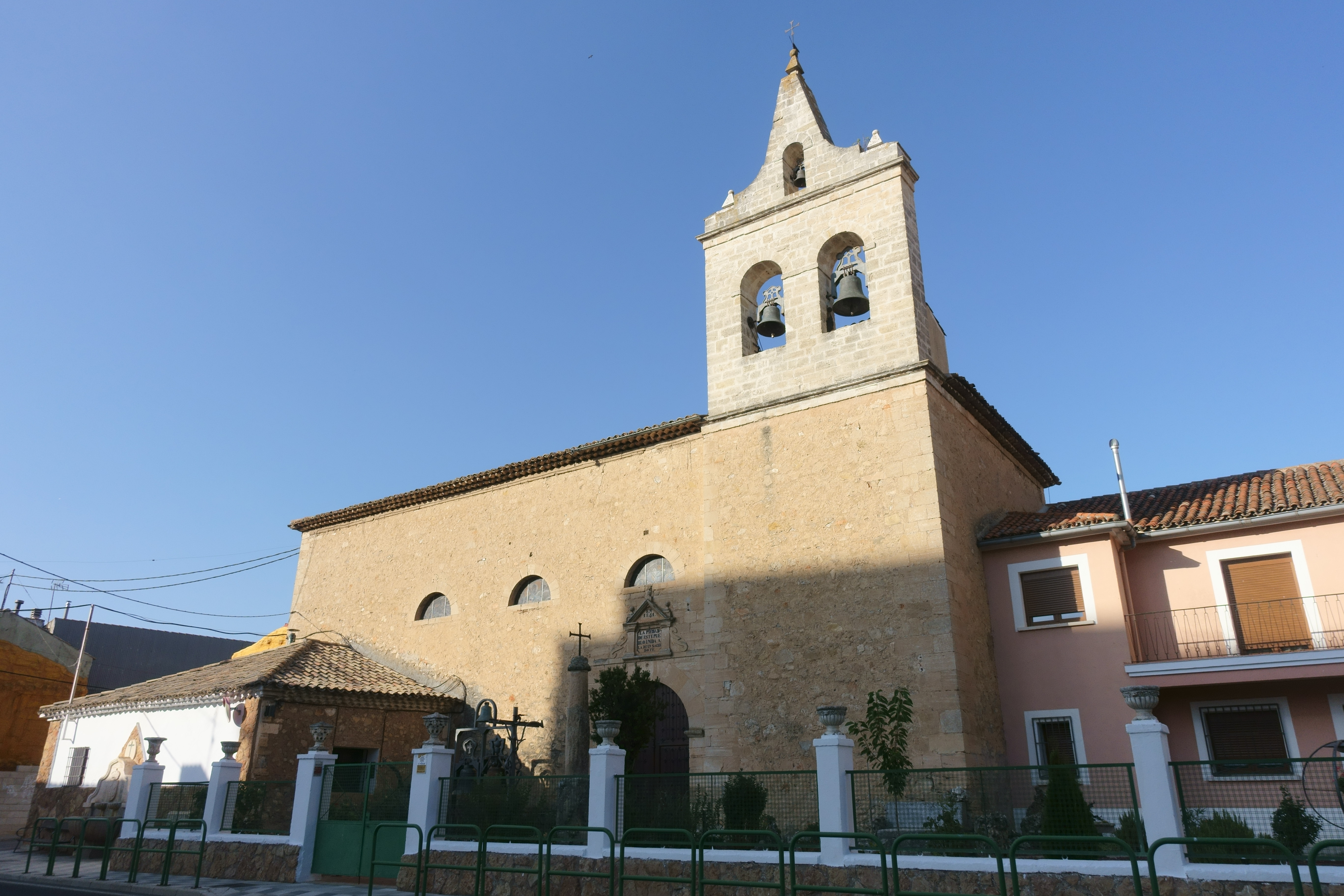
Christuskirche
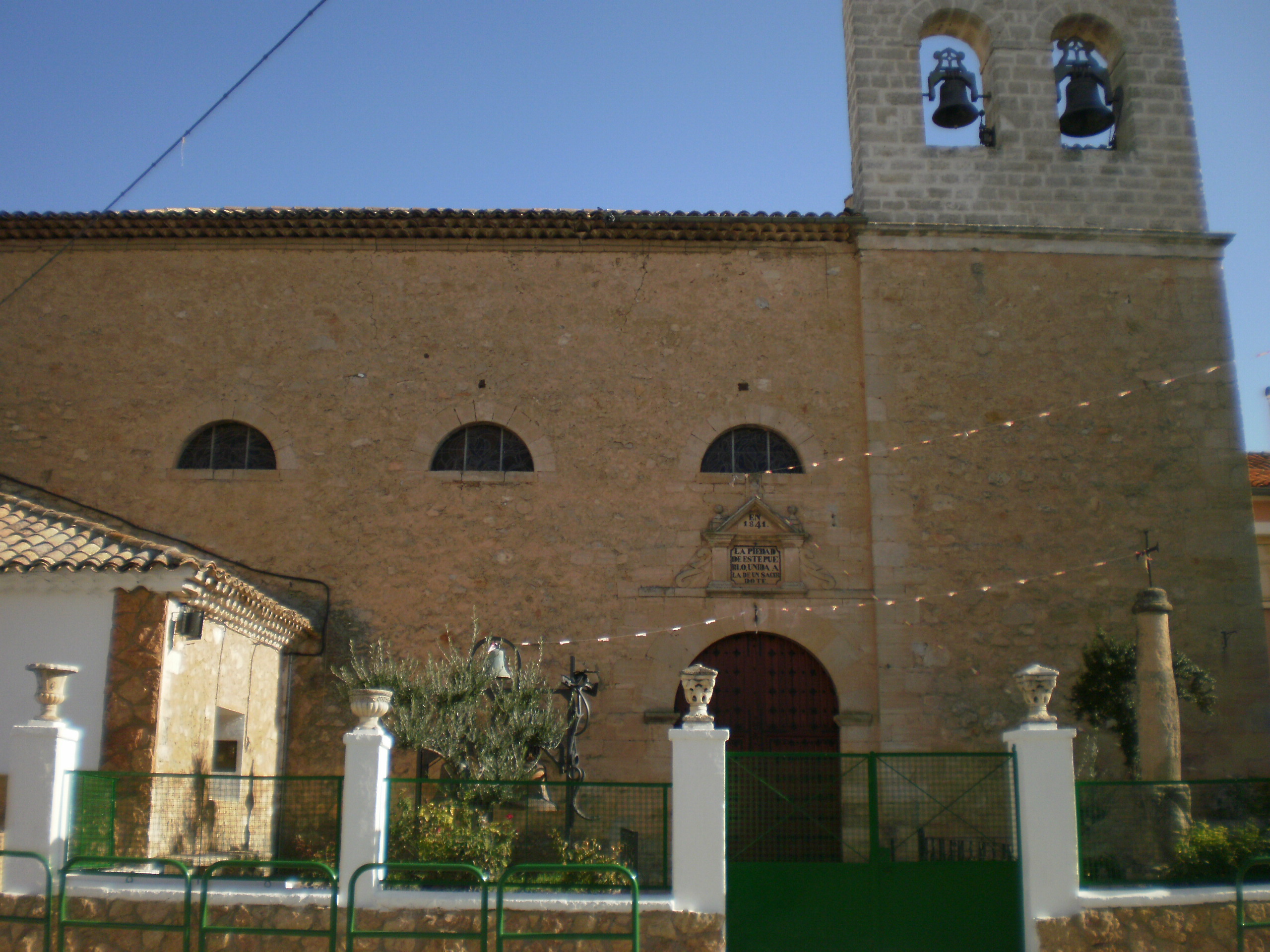
Heimatmuseum
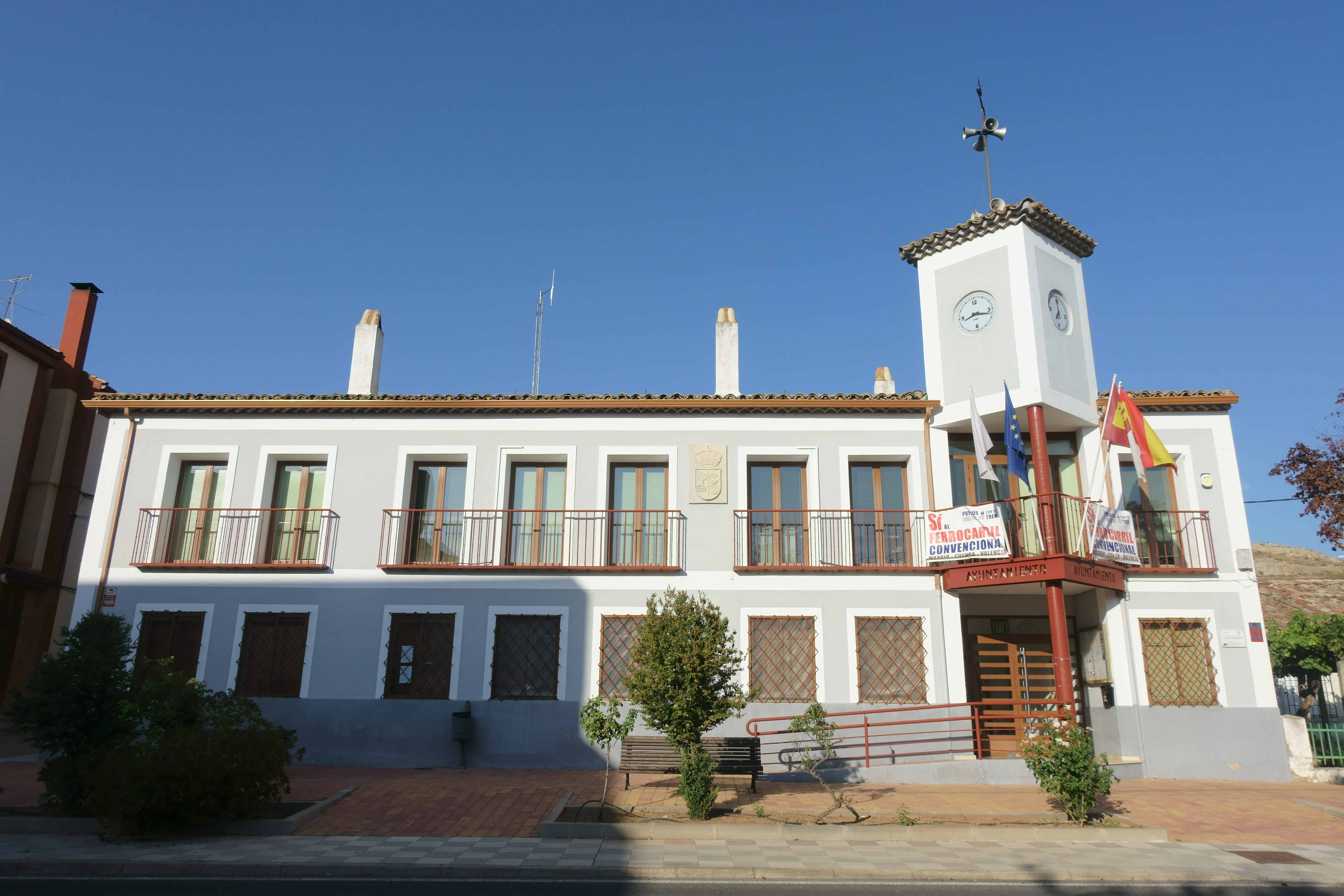
Rathaus

- Christuskirche
- Heimatmuseum
- Rathaus